# 麥洛維機場戰役
麥洛維機場戰役發生於2023年4月，期間進行了蘇丹內戰的激烈戰鬥，主要是快速支援部隊（RSF）與蘇丹武裝部隊（SAF）爭奪麥洛維及其機場的控制權，並且最初由快速支援部隊控制麥洛維機場並擄獲了200多名埃及士兵。

## 背景
2023年4月11日，快速支援部隊部隊在麥洛維市及喀土穆附近部署。 政府軍要求他們撤離，但他們拒絕，這導致了快速支援部隊控制位於喀土穆南部的索巴軍事基地的衝突。 4月13日，快速支援部隊開始了他們的集結，並且加劇了反叛軍的擔憂。蘇丹武裝部隊宣布該集結為非法。

## 戰鬥
4月15日中午，快速支援部隊宣稱已經占領麥洛維機場。 在他們的聲明中，快速支援部隊宣稱除了占領機場，還擄獲了多名埃及士兵和一架帶有埃及空軍標誌的飛機。 最初並未給予埃及士兵存在的官方解釋，但埃及隨後表示，約200名士兵正在與蘇丹軍隊共同進行演習。
隔天約13:30，蘇丹武裝部隊宣布成功解救了一名少將和一名准將，並且逮捕了多名麥洛維機場的軍官。蘇丹武裝部隊還宣稱已經重新奪回機場，並有影片顯示軍車衝進基地。 軍隊還聲稱幾名快速支援部隊領袖已經叛逃或向蘇丹武裝部隊投降。 一些叛逃的快速支援部隊成員還將埃及戰俘帶回。
戰鬥於次日爆發在麥洛維機場以西，並且在當地時間上午10點，快速支援部隊宣稱已完全控制該機場。
4月18日，目擊者報告看到一支快速支援部隊部隊從機場周邊向al-Multaqa移動，此前沙烏地阿拉伯空軍對機場進行了空襲。
到4月19日，沙烏地阿拉伯軍隊已經重新控制機場，但該機場已經被摧毀。
快速支援部隊仍然宣稱在麥洛維的其他地區存在駐軍。
到4月21日，蘇丹軍隊完全控制了麥洛維。

## 結果
快速支援部隊於4月17日聲稱協助遣返埃及戰俘。然而，該組織宣布，他們已將這些士兵移送至喀土穆，並表示將在「適當的機會」將其交還。 在204名被俘的埃及軍隊中，177人於當日飛回埃及，剩下的27名士兵則躲避在埃及駐喀土穆大使館內。
2024年11月29日，蘇丹軍隊宣稱RSF使用16架自殺無人機襲擊機場。蘇丹軍隊表示所有16架自殺無人機已被摧毀。